# グリーゼ412
グリーゼ412 (Gliese 412, GJ 412) は、太陽から15.8光年の距離にあるおおぐま座の恒星である。固有運動が共通した2つの天体からなり、連星だと考えられている。両者の距離は31.4秒角、位置角は126.1°で、ともに赤色矮星である。
2つの天体は現在およそ190AU離れている。質量は主星が太陽質量の48%で、伴星は10%である。投影された赤道自転速度は、主星が3km/s以下で、伴星が7.7 ± 1.7 km/sまたは4.5km/sである。系の空間速度は U = 141, V = -7, W = 7 km/h で、銀河系の銀河ハローに属する種族IIの恒星系である。伴星の自転速度はこの大きさの赤色矮星としては非常に速く、1.8日以下という短周期で自転していると考えられている。この高速な自転は伴星の著しい活動性の原因となっている。　伴星の電磁スペクトルにはバルマー系列の強い輝線スペクトル（Hα線）が見られる。
太陽系外惑星発見のため主星の視線速度が観測されているものの、惑星の存在を示す有意な視線速度の変動は見つかっていない。また、近赤外線スペックル干渉計による観測では1から10AUの範囲に伴星は見つからず、この系を周回する褐色矮星も発見されていない。

## X線源
伴星のグリーゼ412Bは閃光星（くじら座UV型変光星）で、おおぐま座WX星の名が与えられている。1939年にはすでにオランダの天文学者アドリアン・ヴァン・マーネンがこの星の変光について観測している。
グリーゼ412BはX線源としても知られるが、一方で主星Aは有意なX線を放射していない。この系が最初にX線で観測されたのは、天文衛星ROSATによってであった。